# Tetragnatha waikamoi
Tetragnatha waikamoi là một loài nhện trong họ Tetragnathidae.
Loài này thuộc chi Tetragnatha. Tetragnatha waikamoi được miêu tả năm 1992 bởi Gillespie.